# Ла-Сов
Ла-Сов (фр. La Sauve) — коммуна во Франции, находится в регионе Новая Аквитания. Департамент коммуны — Жиронда. Входит в состав кантона Креон. Округ коммуны — Бордо.
Код INSEE коммуны 33505.
Коммуна расположена приблизительно в 500 км к юго-западу от Парижа, в 23 км к востоку от Бордо.
Название происходит от лат. silvia mayor, что означает «Большой лес».

## Население
Население коммуны на 2008 год составляло 1391 человек.
| 1962 | 1968 | 1975 | 1982 | 1990 | 1999 | 2008 |
| ---- | ---- | ---- | ---- | ---- | ---- | ---- |
| 793  | 857  | 843  | 1004 | 1100 | 1213 | 1391 |

## Экономика
В 2007 году среди 906 человек в трудоспособном возрасте (15-64 лет) 706 были экономически активными, 200 — неактивными (показатель активности — 77,9 %, в 1999 году было 70,5 %). Из 706 активных работали 639 человек (356 мужчин и 283 женщины), безработных было 67 (26 мужчин и 41 женщина). Среди 200 неактивных 81 человек были учениками или студентами, 48 — пенсионерами, 71 были неактивными по другим причинам.

## Достопримечательности
- Руины монастыря Ла-Сов-Мажёр. Исторический памятник с 2002 года[3]
- Церковь Сен-Пьер. Памятник культурного наследия[4]
- Тюрьма, построенная в XIX веке. За всё время в ней не содержалось ни одного заключённого. Это самая маленькая тюрьма во Франции[5]. Памятник культурного наследия[6]

## Фотогалерея

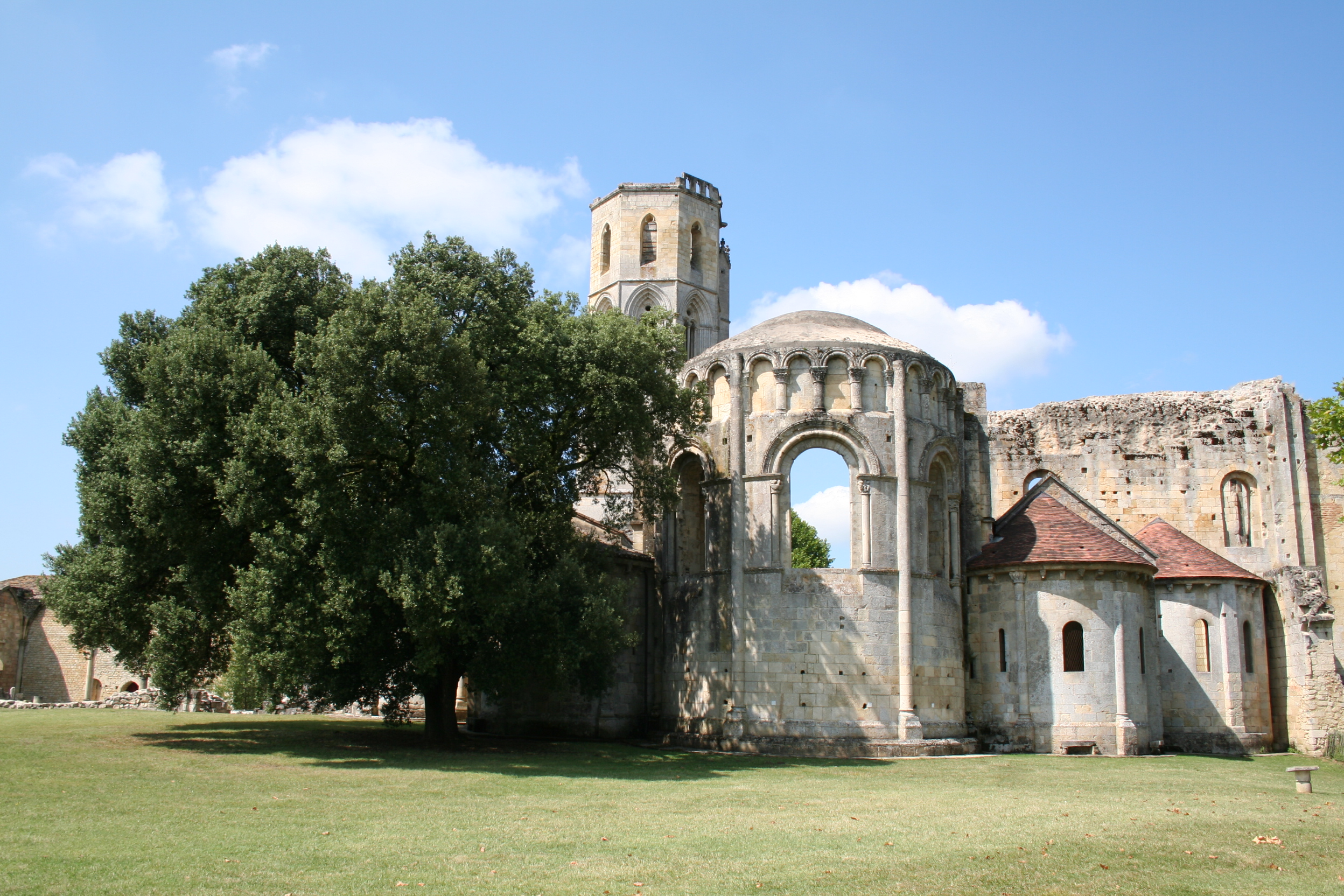
Монастырь Ла-Сов-Мажёр
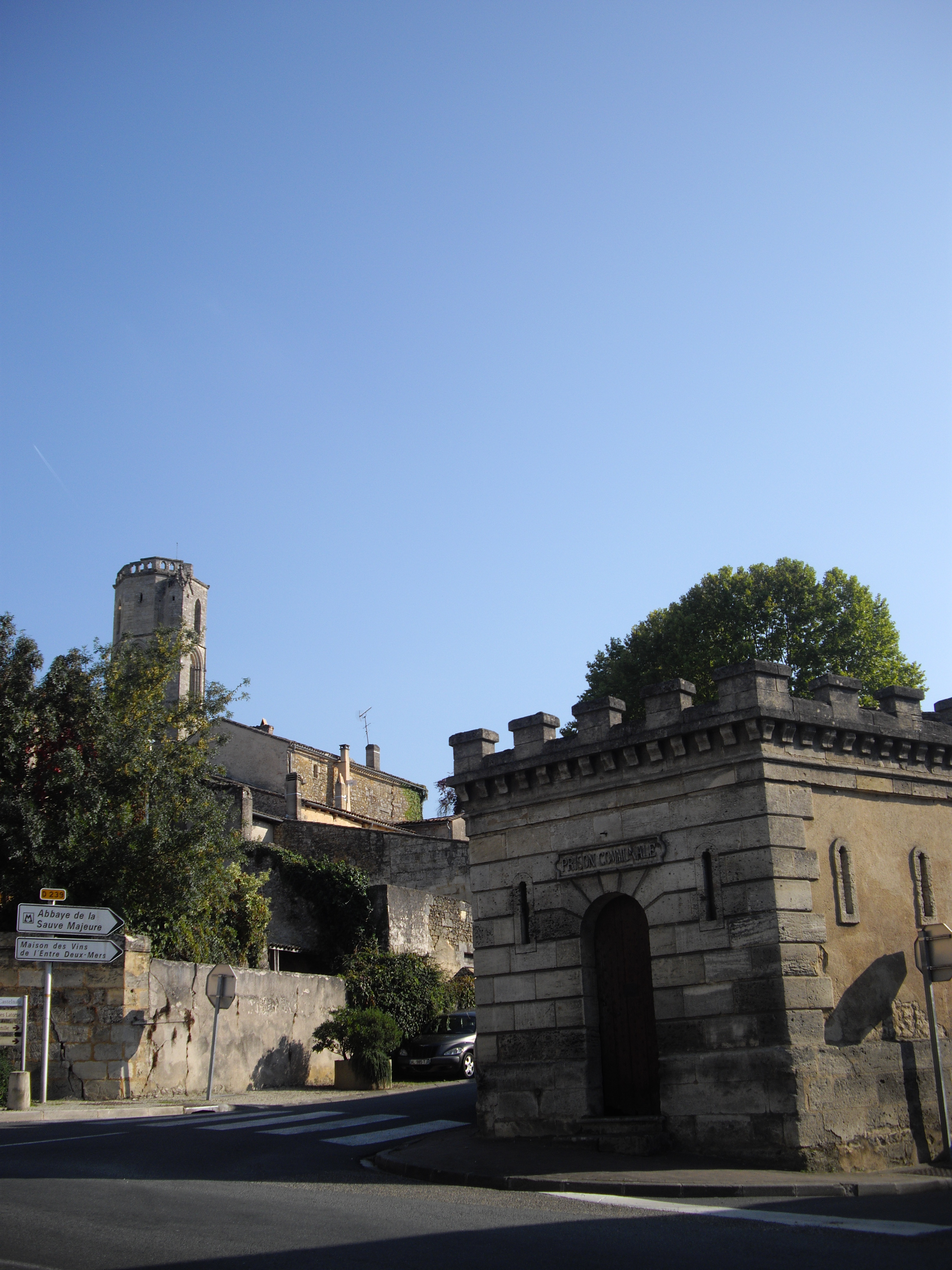
Тюрьма
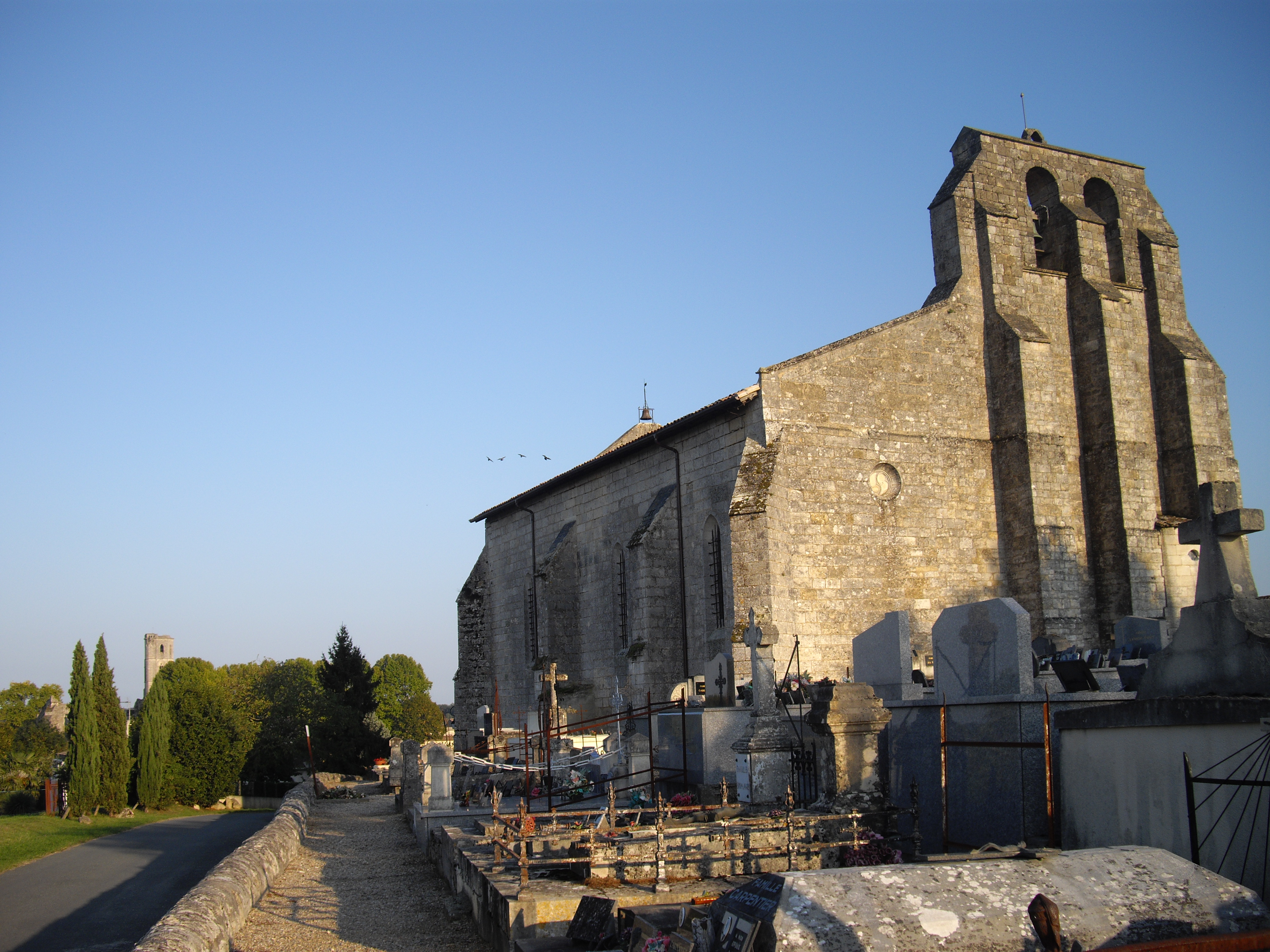
Церковь Сен-Пьер